# Emberovics Míra
Emberovics Míra (Pécs, 1988. július 29. –) magyar kézilabdázó, posztja balátlövő.

## Pályafutása
Szülővárosában kezdett el kézilabdázni a Pécsi EAC színeiben. Később megfordult a Vasas és a Ferencvárosi TC csapatában, utóbbi együttessel 2010-ben kupadöntőt játszott. A fővárosi zöld-fehéreknél nem tudott alapemberré válni, ezért 2010 nyarán elfogadta a Veszprém Barabás ajánlatát, ahol egy évre szóló szerződést írt alá.
A veszprémi női csapat 2012 nyarán nehéz pénzügyi helyzete miatt visszalépett a bajnokságtól, így Emberovics is új csapatot keresett, és végül visszatért az Alba Fehérvárhoz. Itt újra alapember lett, ahogy 2007 és 2009 között, azonban egy súlyos térdsérülés miatt 2014-ben több hónapos kihagyásra kényszerült.  2016 nyarán légiósnak állt és a német bajnokságban szereplő Borussia Dortmund játékosa lett.

## Sikerei, díjai
- Magyar Kupa:
  - Ezüstérmes: 2010